# NGC 2807
NGC 2807 este o galaxie lenticulară situată în constelația Racul. A fost descoperită în 17 februarie 1863 de către Heinrich Louis d'Arrest. Se află la o distanță de 114,74 megaparseci de Pământ.